# Rachel Gurney
Rachel Gurney, född 5 mars 1920 i Eton, Berkshire, död 24 november 2001 i Holt, Norfolk, var en brittisk skådespelare.
Gurney är mest känd för rollen som Lady Marjorie Southwold Bellamy i TV-serien Herrskap och tjänstefolk, men hade en lång karriär bakom sig då hon avled. 
Rachel Gurney gjorde bland annat ett bejublat och prisat framträdande i rollen som Maggie i den första brittiska originaluppsättningen av Katt på hett plåttak på West End 1958–1960. Några år senare gjorde hon även rollen som Martha i Vem är rädd för Virginia Wolf? och spelade då mot David Langton, som senare kom att spela hennes man Richard Bellamy i Herrskap och tjänstefolk.
År 1946 gifte hon sig med skådespelaren Denys Rhodes men äktenskapet slutade 1950 i skilsmässa.

## Filmografi i urval
- 1958–1959 – Our Mutual Friend (Miniserie)
- 1959 – The Moonstone (TV-serie)
- 1960 – Snudd på brott
- 1963 – Helgonet (TV-serie)
- 1971–1973 – Herrskap och tjänstefolk (TV-serie)
- 1974 – Fall of Eagles (Miniserie)
- 1974 – Father Brown (TV-serie)